# 9520 Montydibiasi
A 9520 Montydibiasi (ideiglenes jelöléssel (9520) 1978 VV6) a Naprendszer kisbolygóövében található aszteroida. Eleanor F. Helin és Schelte J. Bus fedezte fel 1978. november 7-én.